# Asamblea de Melilla
La Asamblea de Melilla es el órgano representativo de la ciudad autónoma de Melilla situada en el palacio de la Asamblea de Melilla (España), compuesta por veinticinco miembros elegidos por sufragio universal, libre, directo y secreto y que tienen también la condición de concejales al asumir las funciones que las leyes reconocen a la organización municipal.
El Estatuto de Autonomía de Melilla, aprobado por Ley orgánica de 13 de marzo de 1995 al amparo del artículo 144, b) de la Constitución, le atribuye las funciones de elegir al presidente de la ciudad, que lo es también de la Asamblea, el control del Consejo de Gobierno, incluida la moción de censura al presidente y las facultades normativas propias para su organización. Como a otras comunidades autónomas se le reconoce el derecho a presentar proyectos de ley ante el Congreso de los Diputados y a remitir al mismo proposiciones de ley, pero no la potestad legislativa.

## Presidencia de la Asamblea de Melilla

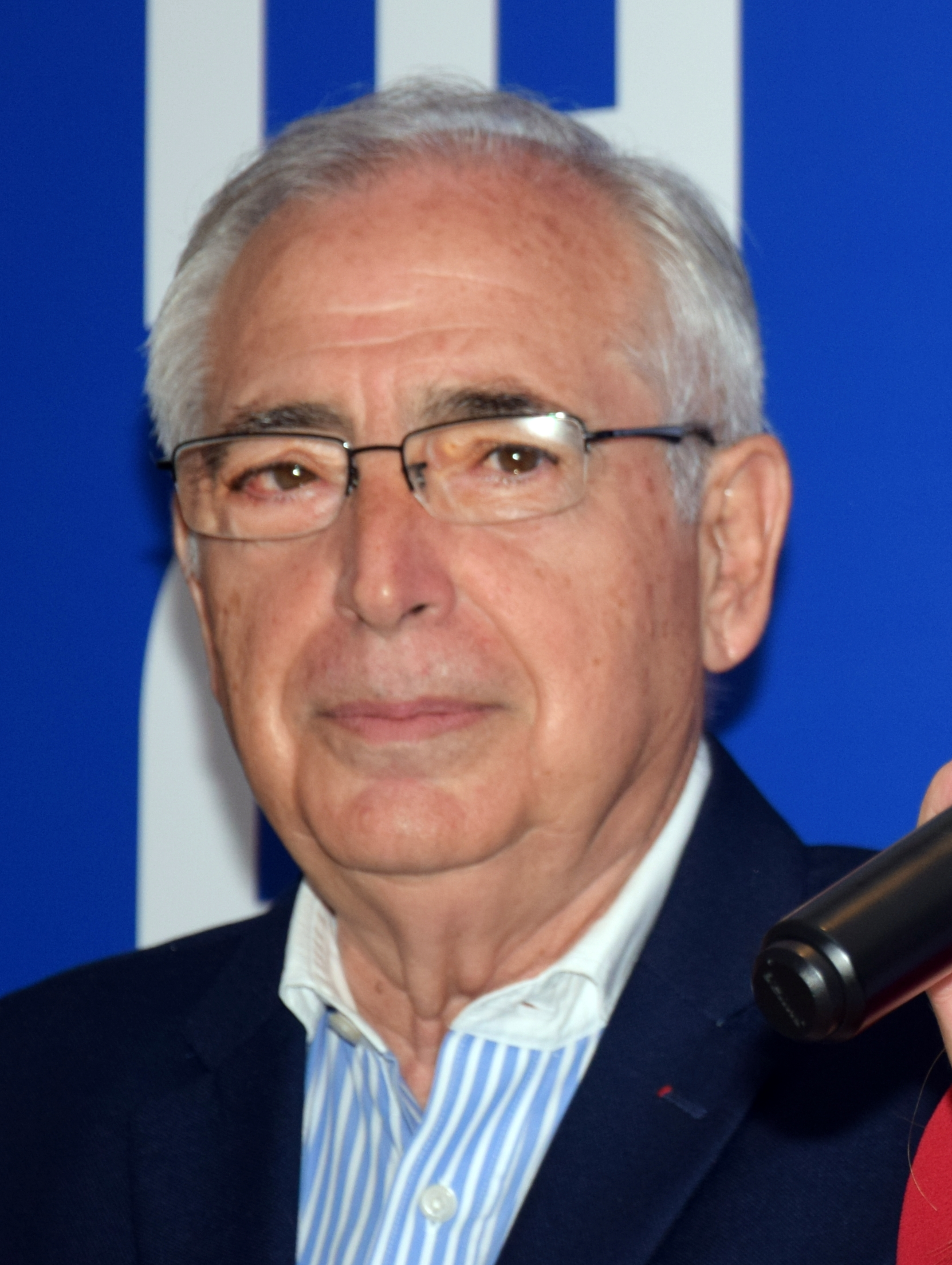
Juan José Imbroda, actual presidente de la Asamblea de Melilla

El presidente de Melilla, también conocido como alcalde-presidente de Melilla, dirige y coordina el Consejo de Gobierno de Melilla y ostenta la suprema representación de la ciudad autónoma, ejerciendo también como alcalde. Además, es el presidente de la Asamblea de Melilla.
En la legislatura 2023-2027, el actual presidente de la Asamblea de Melilla es Juan José Imbroda. Desde la reinstauración de la Asamblea de Melilla en el año 1995 ha habido varios presidentes, los cuales pueden verse a continuación:
| Legislatura | Presidente/a       | Presidente/a                       | Partido        | Inicio de mandato   | Fin de mandato      |
| ----------- | ------------------ | ---------------------------------- | -------------- | ------------------- | ------------------- |
| 1995-1999   |                    | Ignacio Velázquez Rivera           | PP             | 14 de marzo de 1995 | 3 de marzo de 1998  |
| 1995-1999   |                    | Enrique Palacios Hernández         | Independiente  | 3 de marzo de 1998  | 5 de julio de 1999  |
| 1999-2003   |                    | Mustafa Hamed Moh Mohamed Aberchán | CpM            | 5 de julio de 1999  | 19 de julio de 2000 |
| 1999-2003   |                    | Juan José Imbroda Ortiz            | UPM            | 20 de julio de 2000 | 16 de junio de 2003 |
| 2003-2007   |                    | Juan José Imbroda Ortiz            | PP             | 16 de junio de 2003 | 9 de julio de 2007  |
| 2007-2011   | 9 de julio de 2007 | Juan José Imbroda Ortiz            | PP             | 4 de julio de 2011  |                     |
| 2011-2015   | 4 de julio de 2011 | Juan José Imbroda Ortiz            | PP             | 6 de julio de 2015  |                     |
| 2015-2019   | 6 de julio de 2015 | Juan José Imbroda Ortiz            | PP             | 18 de junio de 2019 |                     |
| 2019-2023   |                    | Eduardo de Castro González         | Indep. (ex-Cs) | 18 de junio de 2019 | 7 de julio de 2023  |
| 2023-2027   |                    | Juan José Imbroda Ortiz            | PP             | 7 de julio de 2023  | En el cargo         |

## Composición de la Asamblea
La Asamblea de Melilla está compuesta por el presidente, que es a su vez el alcalde y presidente de la ciudad autónoma, y un total de veinticinco diputados de los diferentes partidos políticos.

### Resultado electoral
En las elecciones a la Asamblea de Melilla de 2023, celebradas el domingo 28 de mayo, el Partido Popular de Melilla ganó las elecciones, quedando la Coalición por Melilla en segundo lugar, el Partido Socialista de Melilla en tercer lugar, Vox en cuarto lugar, y Somos Melilla en quinto lugar. El dato más destacable de la jornada electoral fue la esperada irrupción de Somos Melilla con 1 diputado. De este modo, los resultados de estas elecciones fueron los siguientes:
| Elecciones a la Asamblea de Melilla de 2023 |                               |                     |        |         |            |             |
| Partido                                     | Partido                       | Candidato           | Votos  | Votos   | Concejales | Concejales  |
|                                             | Partido Popular de Melilla    | Juan José Imbroda   | 15 555 | 52,67 % | 14         | 4           |
|                                             | Coalición por Melilla         | Dunia Al-Mansouri   | 5557   | 18,81 % | 5          | 3           |
|                                             | Partido Socialista de Melilla | Gloria Rojas        | 3148   | 10,66 % | 3          | 1           |
|                                             | Vox                           | José Miguel Tasende | 2937   | 9,94 %  | 2          | Sin cambios |
|                                             | Somos Melilla                 | Amin Azmani         | 1508   | 5,10 %  | 1          | Nuevo       |
| Fuente: Junta Electoral Central             |                               |                     |        |         |            |             |

### Órganos de la Asamblea en la legislatura 2023-2027

#### La Mesa
La Mesa de la Asamblea de Melilla está integrada por el presidente de la Asamblea y dos vicepresidentes/as. A las reuniones de la Mesa también asiste el secretario de la Asamblea.
| Cargo                       | Titular                    | Lista      |
| --------------------------- | -------------------------- | ---------- |
| Presidente                  | Juan José Imbroda Ortiz    | PP Melilla |
| Vicepresidenta primera      | María José Aguilar Silveti | PP Melilla |
| Vicepresidente segundo      | Rachid Bussian Mohamed     | CpM        |
| Fuente: Asamblea de Melilla |                            |            |

#### Grupos parlamentarios
| Grupo Parlamentario         | Grupo Parlamentario   | Integrantes                   | Portavoz            | Líder               | Escaños |
| --------------------------- | --------------------- | ----------------------------- | ------------------- | ------------------- | ------- |
|                             | Popular               | Partido Popular de Melilla    | Daniel Conesa       | Juan José Imbroda   | 14      |
|                             | Coalición por Melilla | Coalición por Melilla         | Dunia Al-Mansouri   | Dunia Al-Mansouri   | 5       |
|                             | Socialista            | Partido Socialista de Melilla | Gloria Rojas        | Gloria Rojas        | 3       |
|                             | Vox                   | Vox                           | José Miguel Tasende | José Miguel Tasende | 2       |
|                             | Mixto                 | Somos Melilla                 | Amin Azmani         | Amin Azmani         | 1       |
| Fuente: Asamblea de Melilla |                       |                               |                     |                     |         |

#### Junta de Portavoces
| Cargo                       | Cargo                                 | Titular                     | Lista         |
| --------------------------- | ------------------------------------- | --------------------------- | ------------- |
| Presidente                  | Presidente                            | Juan José Imbroda Ortiz     | PP Melilla    |
| Vicepresidenta primera      | Vicepresidenta primera                | María José Aguilar Silveti  | PP Melilla    |
| Vicepresidente segundo      | Vicepresidente segundo                | Rachid Bussian Mohamed      | CpM           |
| Portavoces titulares        |                                       |                             |               |
|                             | Portavoz del GP Popular               | Daniel Conesa Mínguez       | PP Melilla    |
|                             | Portavoz del GP Coalición por Melilla | Dunia Al-Mansouri Umpierrez | CpM           |
|                             | Portavoz del GP Socialista            | Gloria Rojas Ruiz           | PSOE          |
|                             | Portavoz del GP Vox                   | José Miguel Tasende Souto   | Vox           |
|                             | Portavoz del GP Mixto                 | Amin Azmani Mohamed Mohamed | Somos Melilla |
| Fuente: Asamblea de Melilla |                                       |                             |               |